# Барроу – Дампір-Банбері
Барроу — Дампір-Банбері — офшорний газопровід в Індійському океані, біля західного узбережжя Австралії.
У 2016-му почав роботу завод зі зрідження природного газу Горгон ЗПГ, споруди якого розташували на східному узбережжі острова Барроу. Окрім виробництва продукції для експорту, він також постачає певну кількість блакитного палива для внутрішніх потреб через газопровід завдовжки 90 км (з яких дві третини припадають на офшорну ділянку) та діаметром 500 мм, що на материку під'єднується до компресорної станції № 1 трубопроводу Дампір – Банбері.
Безпосереднє прокладання офшорної ділянки газопроводу здійснила трубоукладальна баржа «Kalinda». Також відомо про участь у проєкті будівельного судна «Java Constructor», яке  використовували для проживання персоналу.